# New Hope, Minnesota
New Hope är en ort i Hennepin County i Minnesota och en förort till Minneapolis. Vid 2010 års folkräkning hade New Hope 20 339 invånare.